# Protipapež Teodor
Teodor je bil rimski škof in (protipapež) Rimskokatoliške cerkve, * okrog 630 Italija (Bizantinsko cesarstvo) † 692, Rim, Bizantinsko cesarstvo.

## Življenjepis
Bizantinsko-grški vpliv na papeške volitve je prinesel s sabo grške razvade: zvijačnost in prepirljivost, nasilnost in podkupljivost. Rimska duhoščina je hotela posaditi na sedež svetega Petra arhiprezbiterja Petra; nasprotno pa so hoteli senat in vojaštvo duhovnika Teodorja, katerega je podpiralo tudi ljudstvo. Po dvomesečnih nemirih so se dogovorili, da se bosta obe stranki odpovedali svojemu kandidatu. Duhovščina, ki je zasedala v Lateranu, je končno izvolila za papeža Konona, ki so ga vsi sprejeli.
Po smrti Konona, (23. septembra 687), ki ni vladal niti leto dni, so papeške volitve potekale še sredi večjih napetosti in nemirov kot pred letom dni. Rimsko ljudstvo se je zopet odločilo za duhovnika Teodorja . Arhidiakon Pashal je sedaj iskal podporo pri ravenskem eksarhu.  Obljubil mu je celo tisto premoženje, ki sta oporočno zapustila v dobrodelne namene Janez V.  in Konon, če bo zmagal na papeških volitvah. Duhovščina in imenitniki so bili za duhovnika Sergija in njegova stranka ni bila le največja, ampak tudi najuglednejša. Ko je Teodor to uvidel, se je sam prostovoljno umaknil. On in njegov rival Pashal sta novemu papežu poljubila ribiški prstan na roki in ga priznala za papeža. Teodor je to storil odkritosrčno, Pashal pa ne. Pisal je tozadevno pismo v Raveno in obljubljal visoko podkupnino, če zasede papeški prestol. 
Pogoltni ravenski eksarh Platina je pohitel v Rim; toda tudi on je opazil, da njegov kandidat sploh nima privržencev; zato je bil pripravljen potrditi Sergijevo izvolitev, če mu bo plačal sto funtov zlata. Sergijeva stranka je sicer nejevoljno, vendar le zbrala sramotno podkupnino, da bi se izgognila večjemu zlu, in tako so Sergija 15. decembra 587 posvetili in umestili. Arhidiakon Pashal je bil obdolžen čaranja; zato so ga razčinili in ga zaprli v samostan. 

### Smrt
Po petletni ječi je Pashal umrl 692, baje nespokorjen. Teodor pa je umrl v miru, prav tako leta 692..